# Новий Ґонівільк
Новий Ґонівільк (пол. Nowy Goniwilk) — село в Польщі, у гміні Желехув Ґарволінського повіту Мазовецького воєводства.
Населення — 306 осіб (2011).
У 1975-1998 роках село належало до Седлецького воєводства.

## Демографія
Демографічна структура станом на 31 березня 2011 року:
|          | Загалом | Допрацездатний вік | Працездатний вік | Постпрацездатний вік |
| -------- | ------- | ------------------ | ---------------- | -------------------- |
| Чоловіки | 145     | 38                 | 88               | 19                   |
| Жінки    | 161     | 41                 | 86               | 34                   |
| Разом    | 306     | 79                 | 174              | 53                   |